# HSBC Transaction Services

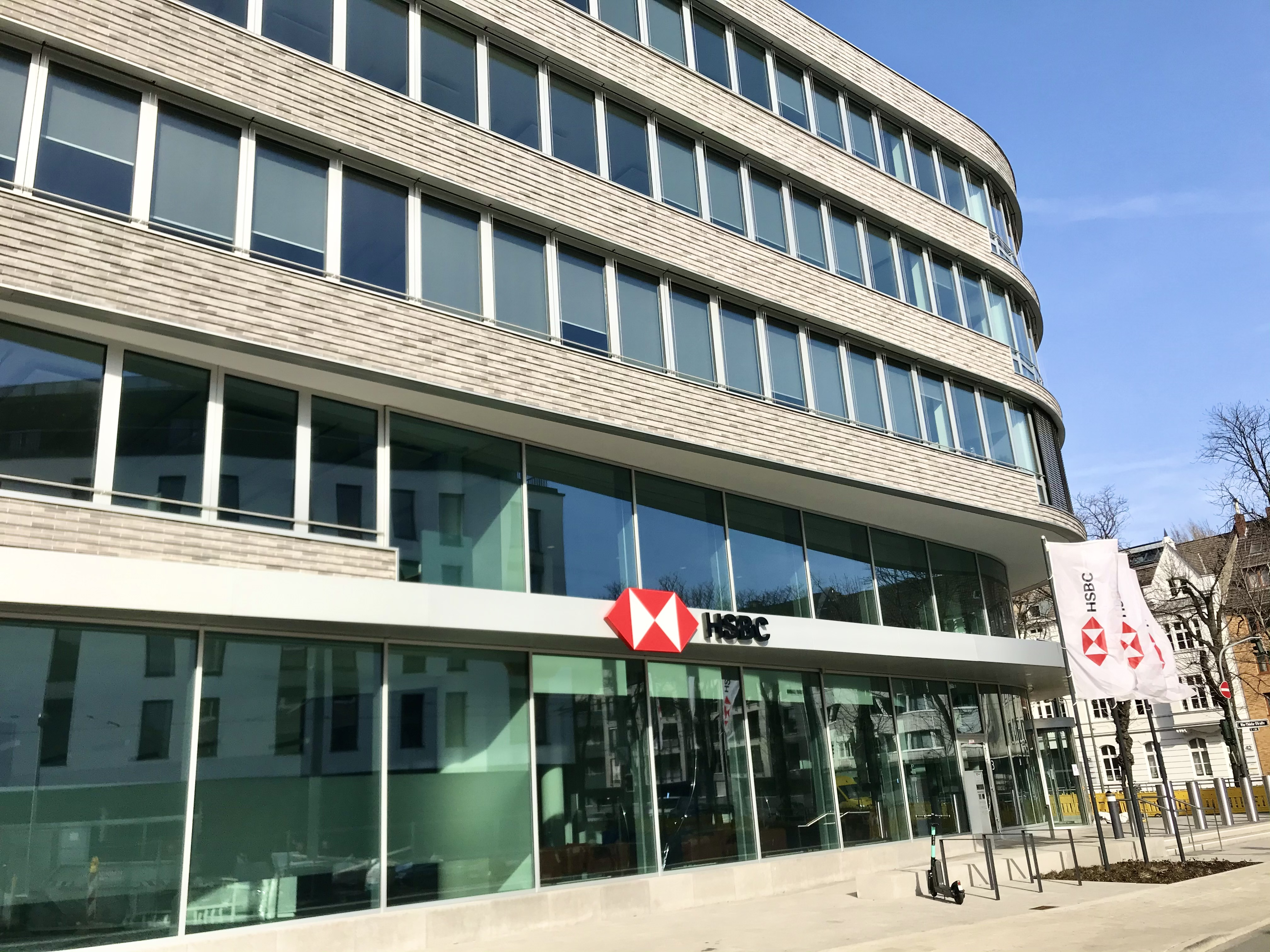
Hauptsitz von HSBC Transaction Services GmbH, Hansaallee 3, Düsseldorf

Die HSBC Transaction Services ist der deutsche Dienstleister für Wertpapierabwicklung (vgl. Transaktionsbank) der HSBC-Gruppe. Den Sitz hat die Gesellschaft seit der Gründung am Finanzplatz Düsseldorf. 

## Geschichte
Gegründet wurde das Haus im Jahr 2005 unter dem Namen International Transaction Services GmbH als gemeinsame Transaktionsbank der HSBC Trinkaus & Burkhardt AG und der T-Systems Enterprise Services GmbH. Mit Beginn des Jahres 2008 übernahm der HSBC Trinkaus-Konzern sämtliche Anteile an der International Transaction Services GmbH. Im April 2010 erfolgte die Umfirmierung in HSBC Transaction Services GmbH.

## Tätigkeitsfeld
Die HSBC Transaction Services GmbH führt wertpapierbezogene Prozesse durch, zum Beispiel
- Migration: Umsetzung von termingerechten und kosteneffizienten Migrationen
- Ordermanagement: Orderverwaltung, - disposition und routing
- Geschäftsabwicklung: Realtime Abwicklung als Komplettleistung
- Depotservice: Corporate Event Processing, Depotüberträge, Legal Reporting, Reconciliation etc.

## Technologie
Die zentrale Wertpapierabwicklungsplattform besteht im Wesentlichen aus dem integrierten Online-System für Wertpapier- und Derivatetransaktionen GEOS (Global Entity Online System) des Herstellers Software Daten Service GmbH (SDS), dem Abgeltungsteuermodul MBS Tax des Systems MBS Open (MBS = Modularer Banken Standard) des Herstellers Sopra Banking Software und einer von der HSBC Transaction Services eigenentwickelten Middleware, die mit diesen im Systemverbund kommuniziert und unter anderem auch die Schnittstellen zu externen Marktteilnehmern wie Börsen oder Lagerstellen zur Verfügung stellt.
Die gesamte Plattform ist durchgehend mehrmandantenfähig. Dies bedeutet, dass das Wertpapiergeschäft mehrerer Banken unter Beachtung aller seitens der Revision oder des Aufsichtsrechts gestellten Anforderungen auf einer einzigen technischen Instanz parallel prozessiert werden kann.

## Depot- und Transaktionsdaten
| Transaktionen                          | 300 Mio.** |
| Transaktionen auf den ruhenden Bestand | 4,99 Mio.  |
| Kundendepots                           | 1,14 Mio.  |
| Wertpapierpositionen                   | 3,49 Mio.  |
| Aktive Gattungen                       | 120.000    |
| Termine und Ereignisse                 | 163.000    |
| STP-Rate, Bsp. Fondsorders Routing     | 99,4 %     |
| STP-Rate, Bsp. Fondsorders Ausführung  | 84,8 %     |

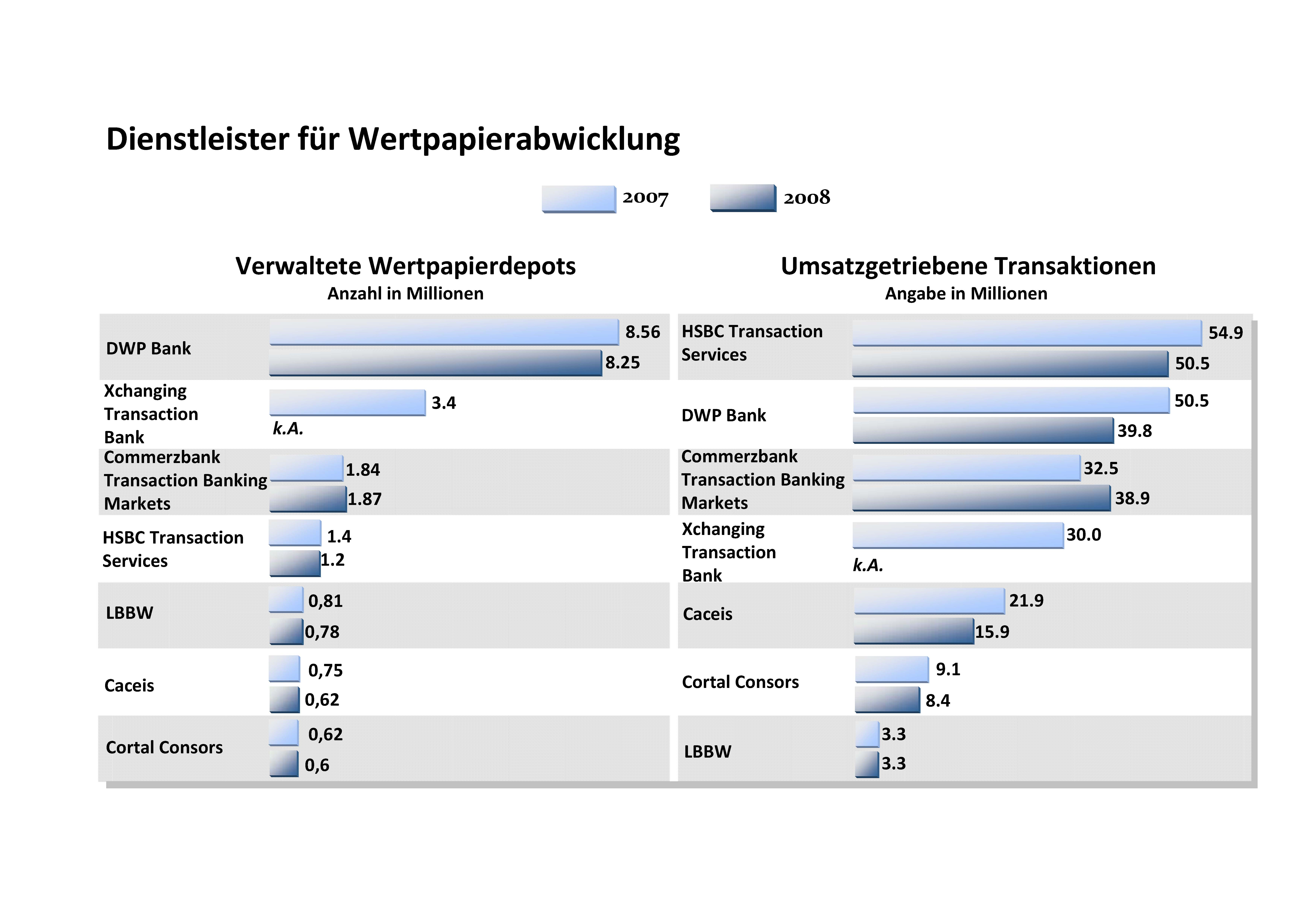
Weitere Transaktionsbanken in Deutschland,
Quelle: Börsen-Zeitung, 29. Juli 2009 http://www.boersen-zeitung.de/index.php?li=1&artid=2009142042

* Alle Zahlen und Angaben beziehen sich auf 2009 bzw. auf den 31. Dezember 2009
** Zahlen aus 2021

## Mandanten
Zu den Mandanten gehören:
- HSBC Deutschland: international ausgerichtete Geschäftsbank
- DAB BNP Paribas: Unabhängiger Vermögensverwalter 
- Onvista-Bank: Online-Broker 
- Trade Republic Bank: Wertpapierhandelsbank